# Dadao

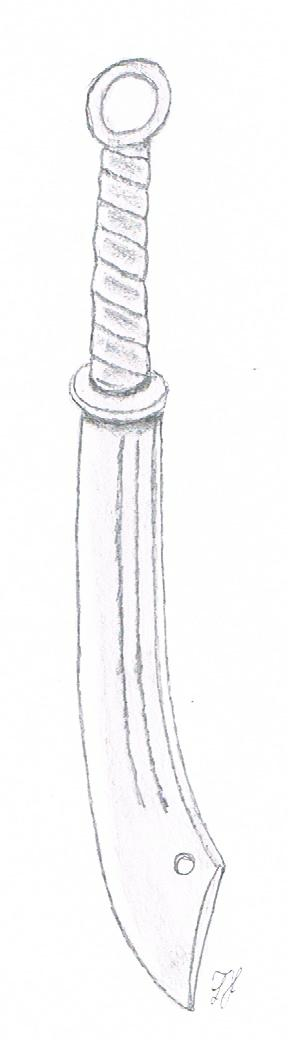
Dadao, chinesisches Schwert

Das Dadao (chinesisch 大刀, Pinyin dādāo – „Großer Säbel, Grosssäbel“) kommt aus dem Chinesischen und wird oft rein wörtlich als „großes, breites Messer“ übersetzt. Unter diesem Begriff ohne Kontext versteht man in China allgemein Werkzeug oder Waffe mit einer einschneidige Klinge. In der historischen Waffenkunde versteht man darunter allgemein sowohl ein- oder zweihändige Hiebwaffen mit einer meist breiten Schneide als auch große Stangenwaffen wie das Guandao, ähnlich der europäischen Glefe bzw. Hellebarde. Fachlich gesehen gehört Dadao aber zur Familie der Säbel an, weil es eine gekrümmte Schneide hat und ist natürlich verwandt mit den anderen Dao-Waffen.

## Herkunft
Das Dadao ist eine alte Kriegswaffe, die durch ihre Form und Gewicht dazu geeignet ist, gegnerische Rüstungen zu durchdringen. Es hat seinen Ursprung wie viele Waffen in der Landwirtschaft, wurde aber im militärischen Bereich nie viel eingesetzt. In der Kampfkunst hingegen ist es sehr bekannt. Das Dadao wird auf Wettkämpfen sehr gerne gezeigt. Es ist trotz seiner Größe sehr wendig und auch sehr leicht. Die kaiserliche Garde musste früher ein Examen über diese Waffe ablegen. Sie mussten beweisen, dass sie in der Lage waren, mit der Waffe eine daumendicke Kupferstange durchzuschlagen.

## Beschreibung der Waffe
Es hat eine gebogene, einschneidige Klinge ohne Mittelgrat aber mit zwei Hohlbahnen (fälschlich Blutrinne). Das Dadao hat einen langen Schaft mit einem Ring als Knauf. Dort wurde meist ein Lederarmband befestigt, damit die Waffe nicht im Kampf aus der Hand verloren ging. Die Klinge und die Angel sind aus einem Stück. Der Heft (Griff) ist mit Leder oder festem Stoff gewickelt um einen besseren Halt zu gewährleisten. Die Handhabung der Waffe war recht simpel. Die Techniken der Daos sind im Allgemeinen einfacher und direkter als die der Jian. Durch seine Form erlaubt der Dadao direkte und offensive Angriffe, ist aber auch in der Lage, harte Blöcke und Abwehrtechniken zu zeigen.